# Бессьер, Бертран
Бертран Бессьер (фр. Bertrand Bessieres; 1773—1854) — французский военный деятель, генерал-лейтенант (1821 год), барон (1810 год), участник революционных и наполеоновских войн. Имя генерала выбито на Триумфальной арке в Париже. Младший брат маршала Жана-Батиста Бессьера.

## Биография
Родился в семье хирурга, акушера и парикмахера Матюрена Бессьера. Начал службу 15 августа 1791 года солдатом в 17-м кавалерийском полку. В 1792-1794 годах служил в Северной и Центральной армиях под командованием генералов Лафайета и Дюмурье. 5 ноября 1793 года переведён в 22-й конно-егерский полк в звании младшего лейтенанта. Принимал участие в кампаниях 1796-1797 годов в составе Итальянской армии. 3 июня 1797 года назначен командиром роты гидов генерала Бонапарта. В 1798 году определён в состав Восточной армии и принял участие в Египетской экспедиции, 25 июля 1799 года прямо на поле битвы при Абукире был произведён в командиры эскадрона.
11 января 1800 года получил звание полковника, и был назначен командиром 11-го конно-егерского полка. Возвратился во Францию в 1801 году. В составе лёгкой кавалерии 4-го армейского корпуса Великой Армии участвовал в Австрийской кампании 1805 года. 24 декабря 1805 года за отличие в сражении при Аустерлице, где он был ранен пулей в голову, произведён в бригадные генералы.
В 1806 году переведён в Итальянскую армию. С 17 июня 1806 года командовал бригадой конных егерей. 23 декабря 1807 года возглавил кавалерийскую бригаду в составе Наблюдательного корпуса Восточных Пиренеев, ставшего 7 сентября 1808 года 8-м армейский корпусом Армии Испании. С 7 декабря 1810 года по 4 июня 1811 года командовал драгунской бригадой Армии Португалии, затем переведён в распоряжение генерала Келлерманна.
31 июля 1811 года награждён званием дивизионного генерала, однако Бессьер отказался от данного производство, и 30 ноября Бертран вновь стал бригадным генералом. 25 декабря 1811 года назначен командиром 2-й бригады 1-й дивизии тяжёлой кавалерии генерала Сен-Жермена. Участвовал в Русской кампании 1812 года, был ранен в плечо в сражении при Бородино. В Саксонской кампании 1813 года продолжал командовать бригадой, в самом начале сражения при Лейпциге был ранен сабельным ударом в голову. После этого записан в резерв.
При первой Реставрации остался в армии и 23 января 1815 года назначен командующим департамента Ду. Во время «Ста дней» присоединился к Императору и 15 апреля занял пост командующего департамента Ло и Гаронна. После второй Реставрации оставался в резерве до 24 июня 1818 года, когда был назначен королевским лейтенантом в Кале. 21 апреля 1821 года произведён в генерал-лейтенанты. 1 декабря 1824 года вышел в отставку.

## Воинские звания
- Младший лейтенант (5 ноября 1793 года);
- Лейтенант (7 июля 1796 года);
- Капитан (3 июня 1797 года);
- Командир эскадрона (25 июля 1799 года);
- Полковник (11 января 1800 года);
- Бригадный генерал (24 декабря 1805 года);
- Дивизионный генерал (31 июля 1811 года, производство отменено 30 ноября 1811 года);
- Генерал-лейтенант (21 апреля 1821 года).

## Титулы

- Барон Бессьер и Империи (фр. baron Bessières et de l'Empire; декрет от 15 августа 1810 года, патент подтверждён 16 декабря 1810 года)[1].

## Награды
Легионер ордена Почётного легиона (11 декабря 1803 года)
 Офицер ордена Почётного легиона (14 июня 1804 года)
 Коммандан ордена Почётного легиона (28 ноября 1813 года)
 Кавалер военного ордена Святого Людовика (26 октября 1814 года)
 Кавалер испанского королевского Достопочтенного Ордена Карлоса III